# Haekto
Haekto is een bestuurslaag in het regentschap Timor Tengah Utara van de provincie Oost-Nusa Tenggara, Indonesië. Haekto telt 900 inwoners (volkstelling 2010).